# 安德鲁·奥诺赫
安德鲁·奥诺赫（Andrew Ornoch）是出生于波兰的加拿大足球运动员。现效力于荷甲球队赫拉克勒斯。

## 俱乐部生涯
奥诺赫青年时代曾经在加拿大的一些青训足球俱乐部训练，并在2003年拿到底特律大学的奖学金。他迅速成为底特律大学校队的明星，并带领球队获得历史上第一个美国中西部大学联赛冠军，他个人也获得联赛最佳球员和最佳进攻球员的称号。至2010年，他在底特律大学历史进球榜上排名第四位。
2006年，奥诺赫为了踢职业足球联赛，提前一年离开底特律大学。他加盟匈牙利足球甲级联赛球队Lombard-Pápa，但当2006/07赛季他正式注册为该球队的球员时，Lombard-Pápa却因财政问题被匈牙利足协降入乙级。奥诺赫在匈牙利踢了一个半赛季，在2008年1月转会加盟丹麦足球超级联赛球队Esbjerg fB。他在07/08赛季下半程出场7次，打进1球，而在08/09赛季只出场6次。
2009年8月30日，奥诺赫加盟荷兰足球甲级联赛球队赫拉克勒斯，在联赛上半程只出场一次。

## 国家队生涯
2006年11月，奥诺赫第一次代表加拿大国家队出场，迎战匈牙利队。至2009年底，他代表加拿大国家队出场3次，全部为替补出场，没有进球。